# Pfarrkirche Braunau-Ranshofen

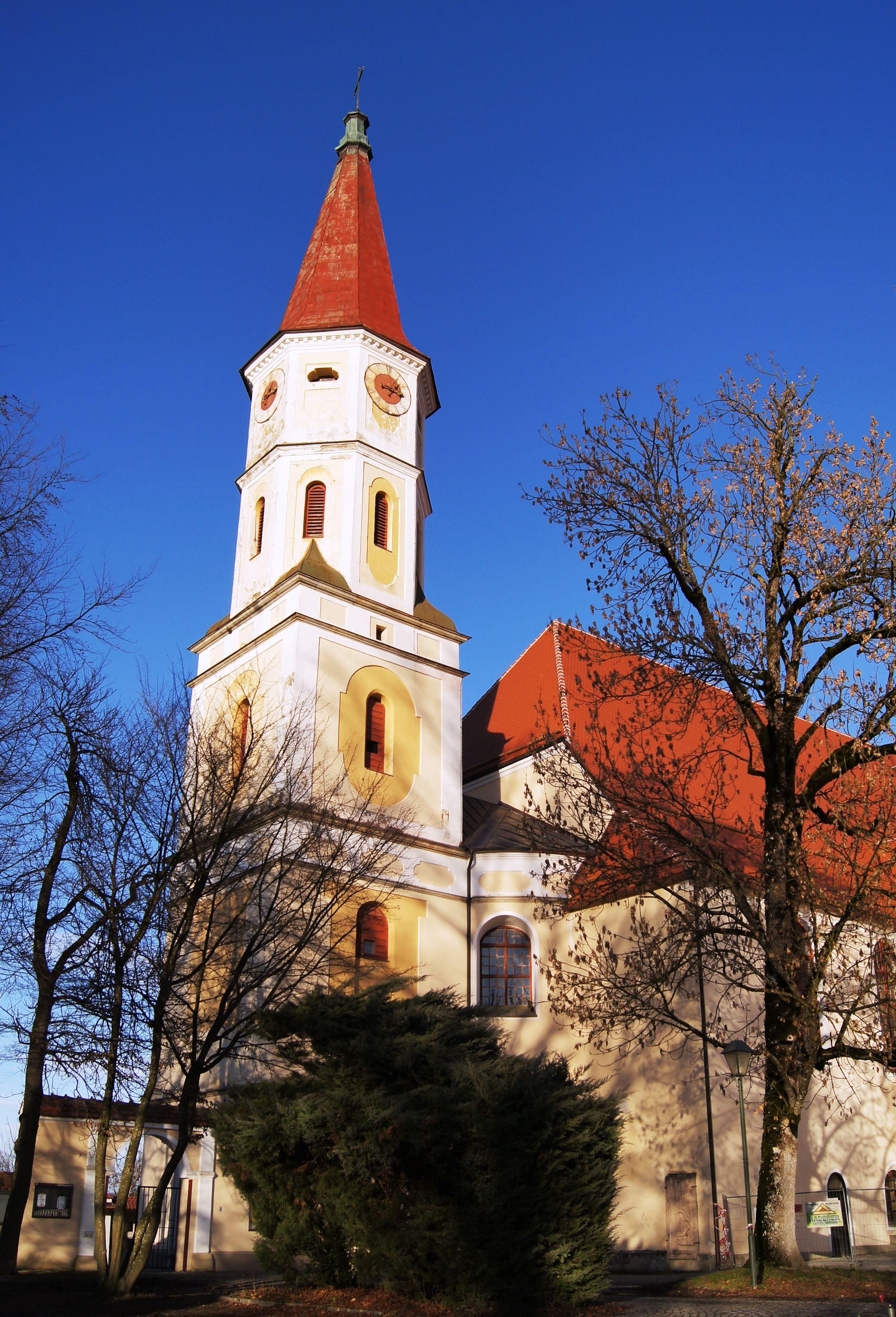
Ehemalige Stiftskirche und heutige Pfarrkirche hl. Pankraz in Ranshofen

Die römisch-katholische Pfarrkirche Braunau-Ranshofen mit dem Patrozinium hl. Pankraz steht im Ort Ranshofen in der Stadtgemeinde Braunau am Inn in Oberösterreich. Seit dem 1. Jänner 2023 gehört Braunau-Ranshofen als eine von 14 Pfarrteilgemeinden zur Pfarre Braunau der Diözese Linz. Die ehemalige Stiftskirche vom Stift Ranshofen steht unter Denkmalschutz.

## Geschichte
Im 10. Jahrhundert wurden Kirche und Landgut (praemium) Ranshofen erwähnt, wo um 1040 ein Pfarrer namens Hanto wirkte. Eine Pfarrkirche wurde 1135 geweiht und nach einer Zerstörung erfolgte 1283 wieder eine Weihe. Der Neubau der Stiftskirche begann 1508 und 1515 wurden Altäre geweiht. Nach dem Einsturz des Turmes 1621 erfolgte ein Anbau eines halbkreisförmigen Westabschlusses im Mittelschiff. Der neue Turm wurde von 1622 bis 1630 erbaut. Das Kircheninnere wurde von 1697 bis 1699 barockisiert, wobei das südliche Seitenschiff im Untergeschoß vermauert wurde. Von 1946 bis 1948 war eine Innenrestaurierung.

## Architektur
Die barockisierte gotische Stufenhalle hat einen Westturm. Das ursprünglich dreischiffige vierjochige Langhaus hat ein 1697 im Untergeschoß vermauertes südliches Seitenschiff, welches im Obergeschoß zu einem Oratoriumsgang geöffnet ist. Das Mittelschiff und nördliche Seitenschiff sind unter Verwendung der gotischen Gewölbe stichkappentonnengewölbt. Der mit zwei Stufen erhöhte vierjochige Chor in der Breite des Mittelschiffes hat einen Dreiachtelschluss.

## Ausstattung
Der außerordentlich reich ausgestattete und den ganzen Chorschluss einnehmende Hochaltar mit vorzüglichen Statuen wurde 1698 errichtet. Das Altarblatt malte der Maler Johann Kaspar Sing. Die sechs Seitenaltäre aus 1699 ohne eigentlichen Aufbau zeigen Bilder des Malers Johann Philipp Ruckerbauer aus Sarleinsbach in reich ausgestatteten Akanthusrahmungen.
- Orgeln der Pfarrkirche Braunau-Ranshofen